# Taaromajärvi
Taaromajärvi är en sjö i Finland. Den ligger i kommunen Kittilä i landskapet Lappland, i den norra delen av landet, 800 km norr om huvudstaden Helsingfors. Taaromajärvi ligger 249,7 meter över havet. Arean är 15,4 hektar och strandlinjen är 2,45 kilometer lång. Sjön  ingår i Kemi älvs huvudavrinningsområde. 